# Komisariat ludowy
Ludowy komisariat (ros. narodnyj komissariat, народный комиссариат) – bolszewicka, później radziecka nazwa ministerstw stosowana w latach 1917–1946. W użyciu był także równoznaczny skrótowiec Narkomat (ros. Наркомат). Do instytucji tej kategorii należał od 1934 Ludowy Komisariat Spraw Wewnętrznych (NKWD) ZSRR.
Na czele Narkomatu stał komisarz ludowy, zwany także narkomem.
Dla urzędników Ludowego Komisariatu Finansów powstał w 1930 w Moskwie apartamentowiec Narkomfinu, awangardowy, modernistyczny blok mieszkalny zaprojektowany przez Moisieja Ginzburga.